# Скара (град)
Скара (на шведски: Skara) е град в югозападната част на Швеция, лен Вестра Йоталанд. Главен административен център на едноименната община Скара. Намира се на около 280 km на югозапад от столицата Стокхолм и на около 150 km на североизток от центъра на лена Гьотеборг. Основан е през 988 г. ЖП възел, има летище. Населението на града е 10 841 жители според данни от преброяването през 2010 г.
Градът е един от най-старите търговски градове в Швеция.

## Личности
Родени
- Стефан Ярл (р. 1941), шведски кинорежисьор-документалист